# スワリャワ
スワリャワまたはスヴァリャヴァ（ウクライナ語: Сваля́ва、ラテン文字転写:Svaliava, Svalyava）は、ウクライナのザカルパッチャ州ムカチェヴォ地区に位置する都市である。スワリャワ共同体の行政の中心地である。

## 地名
いくつかの他の言語に地名も持つ:
- チェコ語: Svalava, Svaljava;
- スロバキア語: Svaľava;
- ハンガリー語: Szolyva;
- ドイツ語: Schwallbach;
- ルシン語: Сва́лява;
- イディッシュ語: Сва́лява, Свалйави, Свалйаве, Свалйіве.

都市名はゴート語の「ツバメ」を意味するスワルジャワに似ているが、スワリャワという名前の語源はスラヴ語の「塩」（Zol'va, Soliava, Sol'va）に由来している。

## 歴史

### ハールィチ・ヴォルィーニ大公国時代
スワリャワという地名が初めて文書に登場したのは12世紀である。王の勅許状によれば、この集落は1264年まで「逆茂木の向こう側」、つまりハールィチ・ヴォルィーニ大公国の一部に位置していた。

### 第一次世界大戦
第一次世界大戦中の1914年10月19日、スワリャワはロシア軍に占領され、次にオーストリア＝ハンガリー軍に占領された。1918年末のオーストリア＝ハンガリー帝国の崩壊後、スワリャワはハンガリーの領土に残った。1919年3月23日、ここでハンガリー・ソビエト共和国の樹立が宣言されたが、1919年4月末にチェコスロバキア軍によって占領され、チェコスロバキアに組み込まった。

### 戦間期
1935年末に木工労働者の大規模な乱用があった。1938年のミュンヘン協定の後、チェコスロバキアの状況はさらに複雑になり、1939年3月14日にスロバキアの独立が宣言され、同日、ハンガリー軍がトランスカルパチアで攻撃を開始した。その結果、スワリャワはハンガリーの一部となり、ソリヴァと名付けられた。

### 第二次世界大戦
1944年10月25日、スワリャワは赤軍第351ライフル師団の部隊によって占領され、1944年12月30日に農村人民委員会が選出された。1945年にスワリャワはソ連の一部となった。

### ソ連時代
1945年9月1日、ソリヴァはスワリャワに改称され、都市型集落の地位を取得した。1945年12月21日にスワリャワで地方新聞の発行が始まった。
1955年現在、スワリャワは木材化学工場、木材加工工場、林業企業、木材産業企業2社、専門学校1校、中等学校2校、7年制学校2校、文化会館、図書館5校、そして映画館4校があった。1957年8月10日にスワリャワはウクライナ・ソビエト共和国の地区重要都市になった。
1966年に映画「戦争と平和」のシーンがスワリャワの近くで撮影された。

### ウクライナ独立後
1991年以来スワリャワはウクライナのザカルパッチャ州にある都市。
2020年7月18日まで、スワリャワはスワリャワ地区の行政の中心地だったが、ザカルパッチャ州の地区数を6つに減らす行政改革の一環として、スワリャワ地区はムカチェヴォ地区に合併された。

## 人口

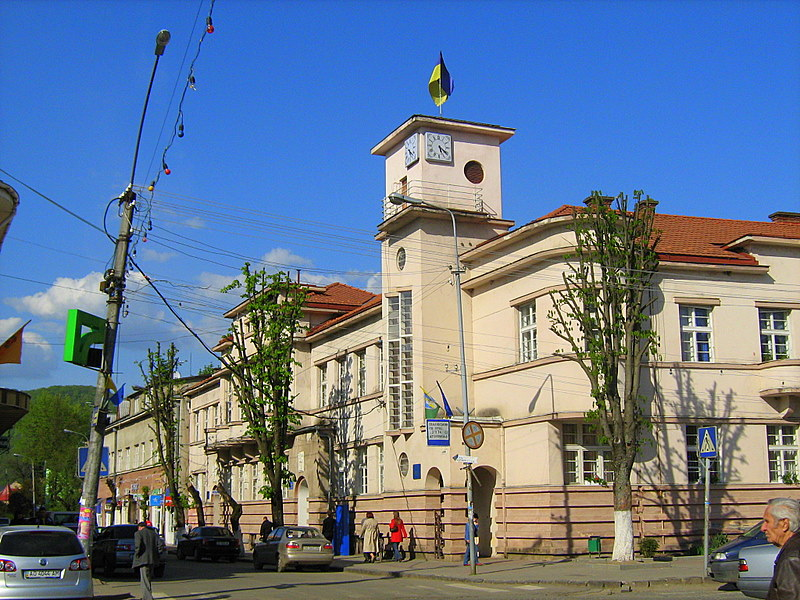
スワリャワ市議会

### 民族
2001年ウクライナ国勢調査のデータによると:
| 民族         | パーセンテージ |
| ------------ | -------------- |
| ウクライナ人 | 86,44%         |
| ロマ人       | 4,71%          |
| ロシア人     | 3,07%          |
| ハンガリー人 | 1,97%          |
| スロバキア人 | 1,45%          |
| ドイツ人     | 1,40%          |
| ベラルーシ人 | 0,18%          |
| ポーランド人 | 0,11%          |
| その他       | 0,67%          |

### 言語
2001年ウクライナ国勢調査のデータによると:
| 言語         | 人数  | 比率   |
| ------------ | ----- | ------ |
| ウクライナ語 | 16049 | 94.50% |
| ロシア語     | 548   | 3.22%  |
| ハンガリー語 | 244   | 1.44%  |
| ドイツ語     | 53    | 0.31%  |
| スロバキア語 | 29    | 0.17%  |
| ベラルーシ語 | 14    | 0.08%  |
| ポーランド語 | 4     | 0.02%  |
| その他       | 42    | 0.26%  |
| 総合         | 16983 | 100%   |

## 交通

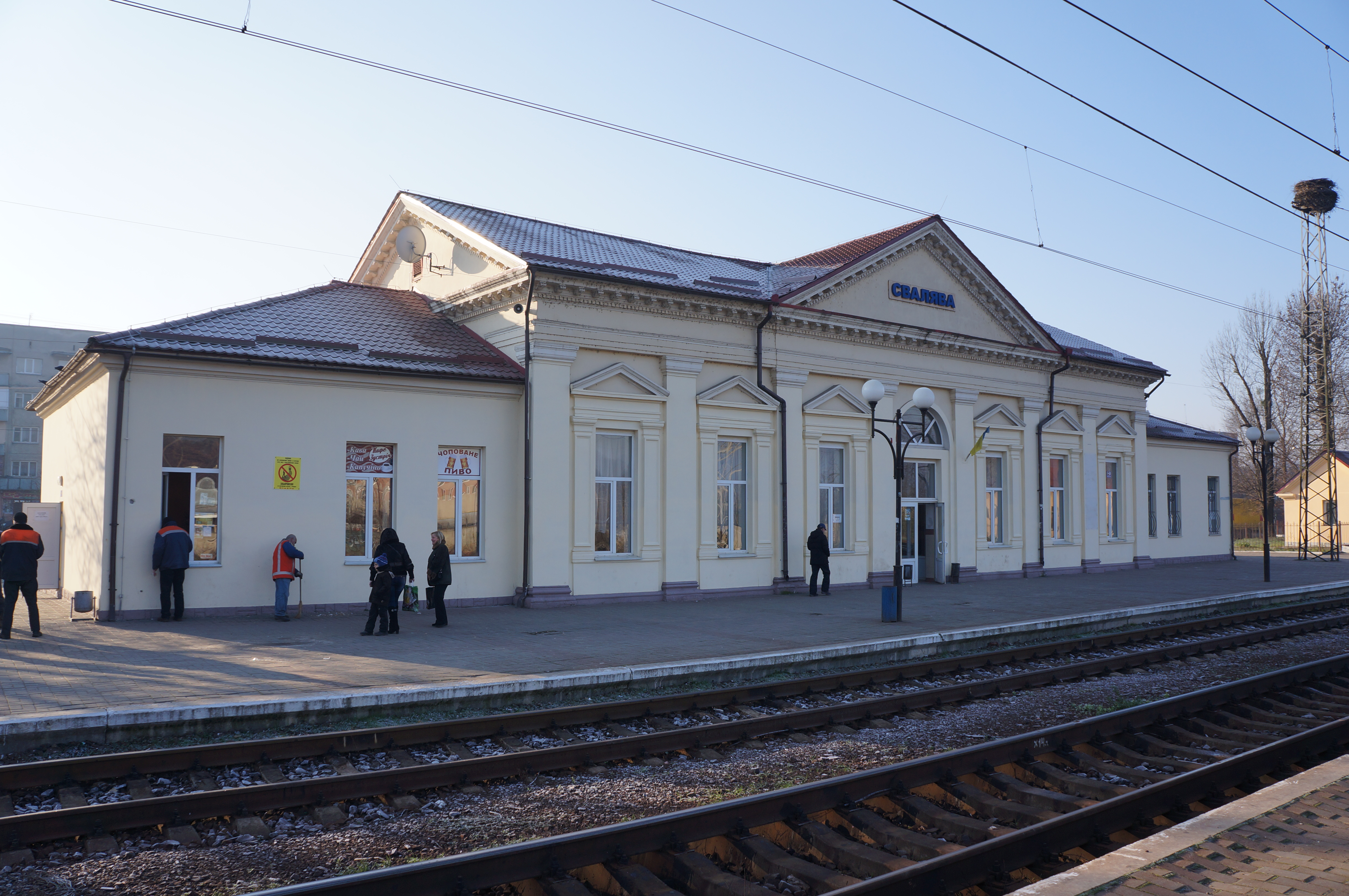
スワリャワ駅

都心ではスワリャワ駅が位置する。スワリャワ駅は1886年にムカチェヴォ・ヴォロヴェッツ鉄道の一部として開業し、1956年に電化された。郊外電車、地方電車、およびすべての長距離電車がスワリャワ駅に停車する。

## 観光地

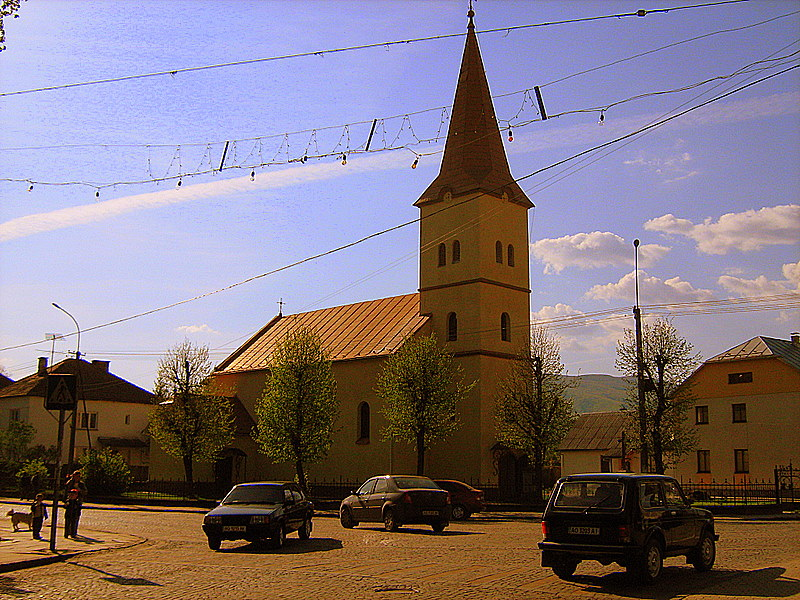
市内にある教会
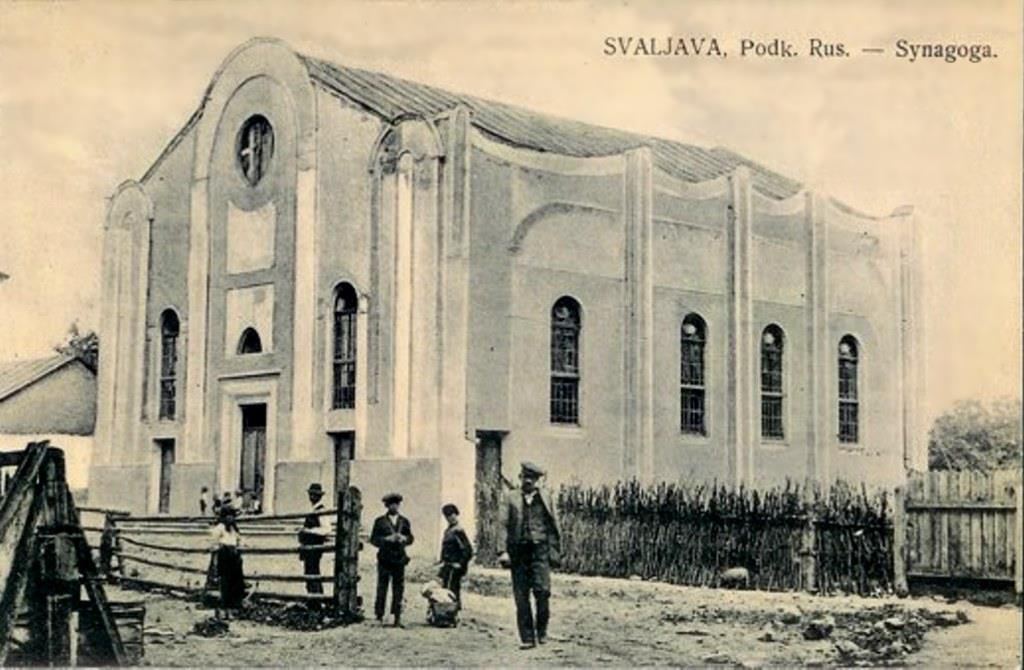
かつでのシナゴーグ
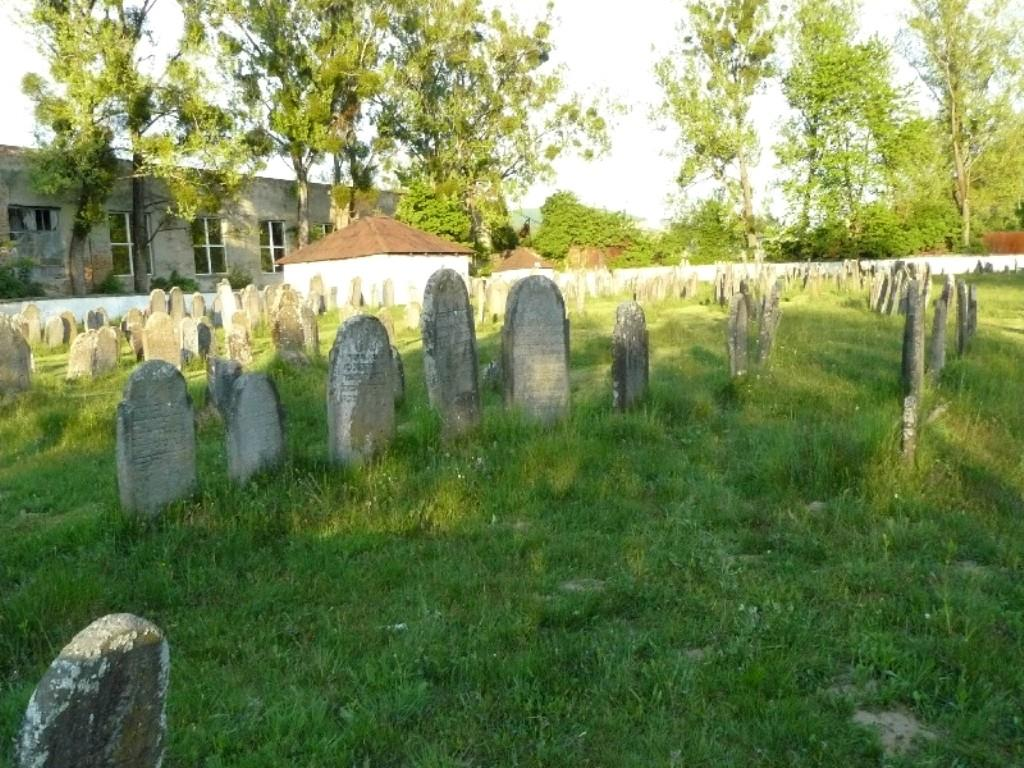
ユダヤ人の墓地
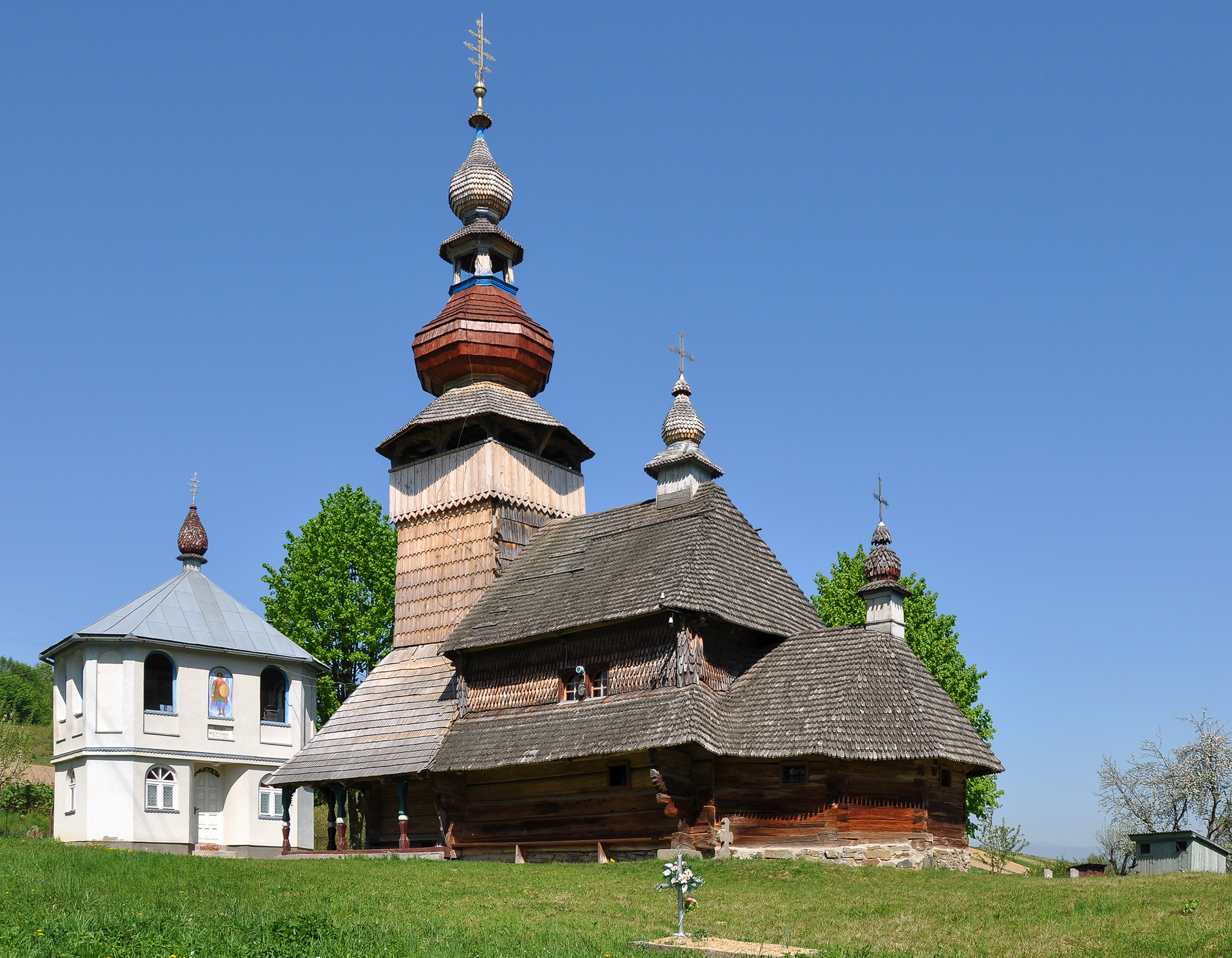
レムコの大天使ミカエル教会
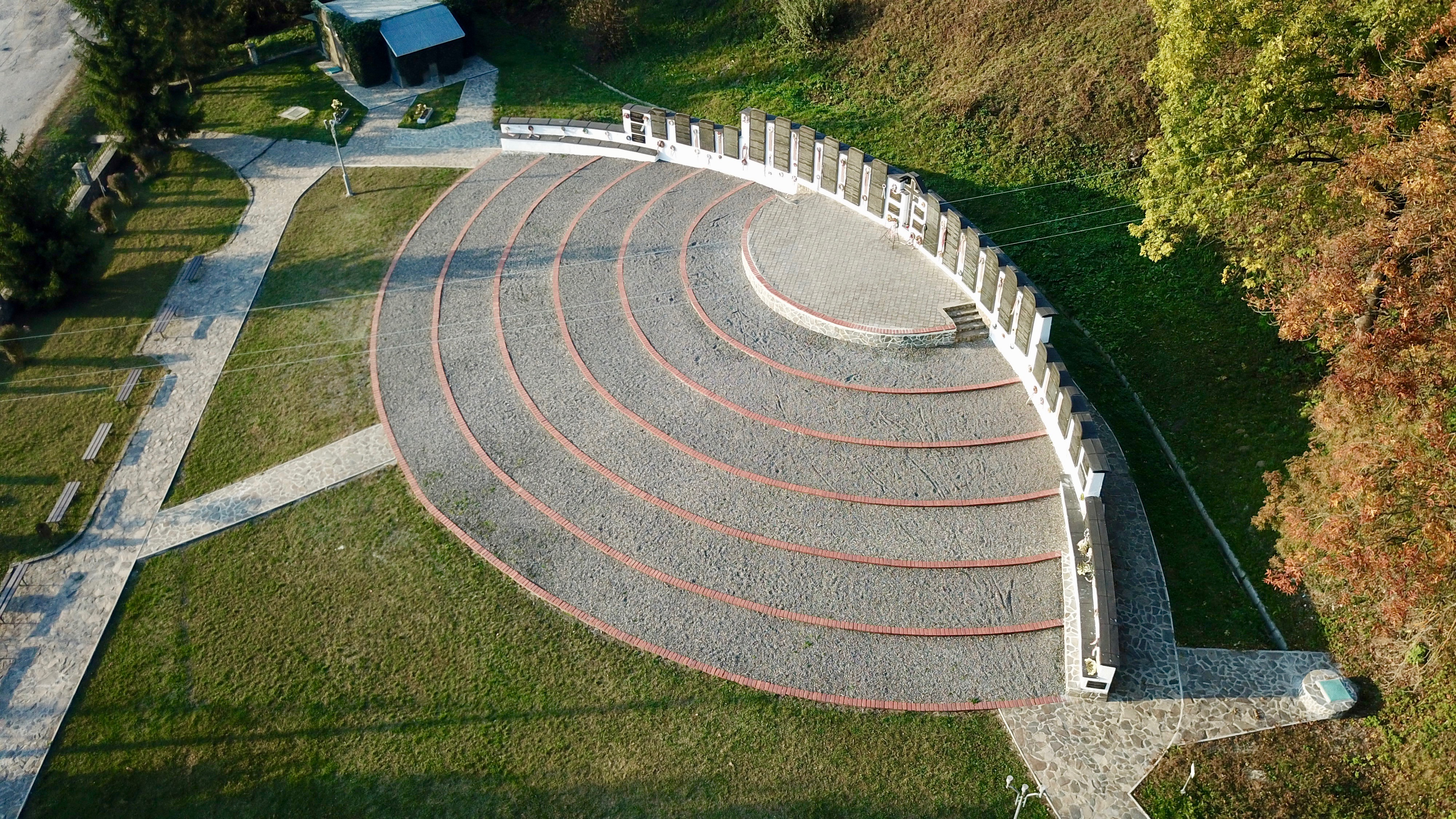
記念公園

## 著名な出身者
- イーヴェン・スタンコヴィチ (1942 - ) — ウクライナの作曲家、ウクライナ英雄

## 都市姉妹
- スロバキア: スタラ・リュボヴニャ、ヴェリケ・カプシャヌィ
- ハンガリー: ニルミハルディ、バラショディルモト
- ポーランド: ポラネツィ